# 祖布拉河 (德涅斯特河支流)

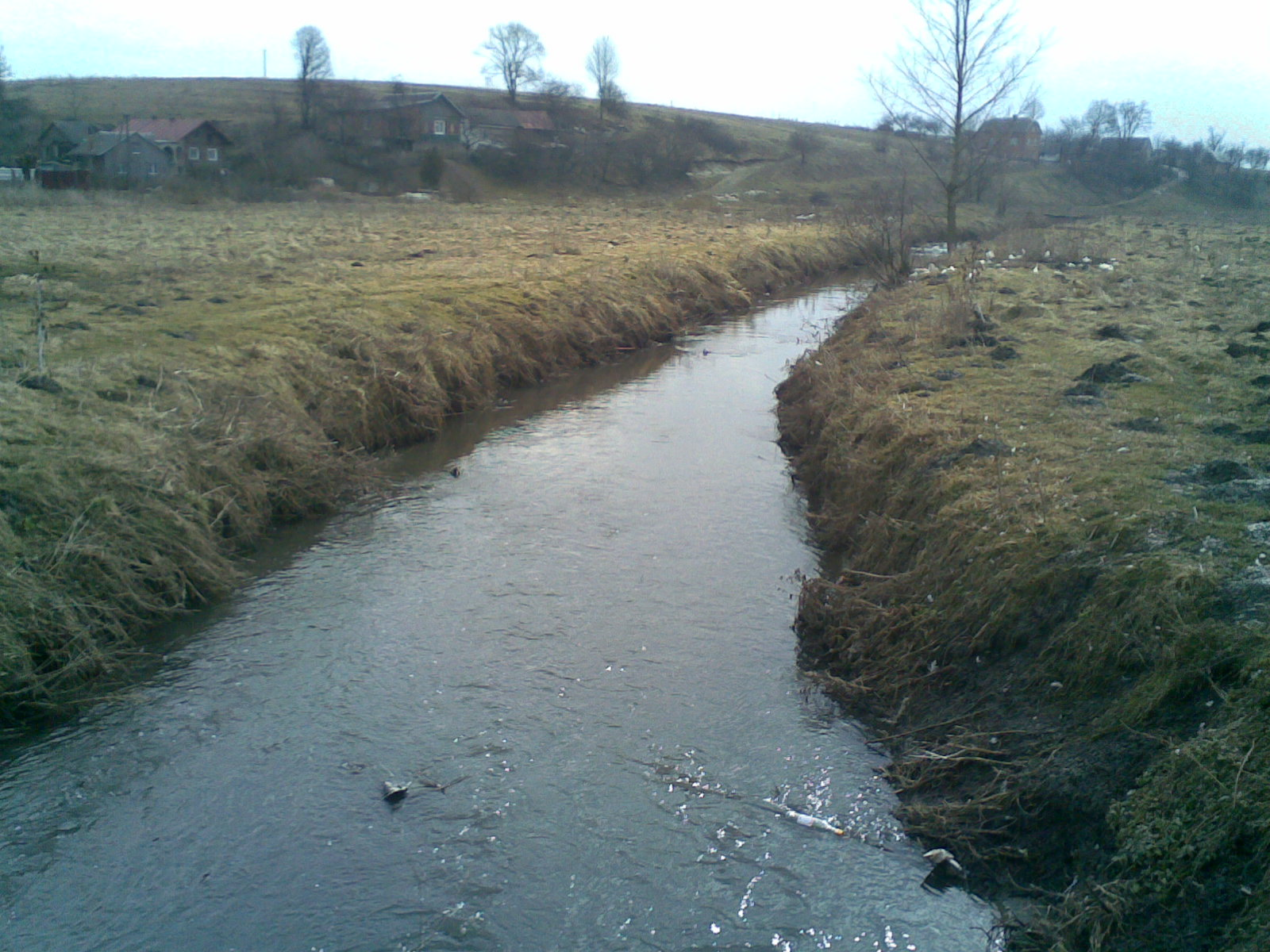

祖布拉河（烏克蘭語：Зубра），是烏克蘭的河流，位於該國西部，屬於德涅斯特河的支流，發源自利沃夫東南面，流經利沃夫州，河道全長46公里，流域面積242平方公里。